# Vindsträdgården
Vindsträdgården (originaltitel: Flowers in the Attic) är en roman av Virginia C. Andrews ursprungligen utgiven 1979. Boken utgör den första delen i en serie och följdes av Blomblad för vinden, Törnbädden och slutligen Lustgården. Boken, som sålts i över 40 miljoner exemplar världen över, handlar om de fyra syskonen Chris, Cathy, Carrie och Cory. Deras pappa har omkommit i en bilolycka och då deras mamma inte kan försörja sina barn på egen hand måste de alla fem flytta in hos mormor och morfar. Därefter förvärras situationen för de fyra barnen, eftersom mormor Olivia är en hatisk person som avskyr barn och deras mamma börjar plötsligt visa sitt rätta, egoistiska jag. Barnen blir inlåsta på vinden, där det finns en vindsträdgård som också blir deras enda ljuspunkt i livet.
Boken har filmatiserats två gånger, först år 1987 som Blomblad för vinden och igen år 2014 som Flowers in the Attic. 

## Kontroverser
Sen boken kom ut har det gått rykten om att den är baserad på en sann historia. Några egentliga bevis för att så verkligen är fallet finns dock inte. Andrews själv har påstått att boken delvis är självbiografisk men att hon även hämtat inspiration från vänner, släktingar och andra litterära verk. En av Andrews släktingar påstår dock att Vindsträdgården verkligen är baserad på en sann historia. Vid ett tillfälle då Andrews låg på sjukhus blev hon förälskad i en av läkarna. Läkaren och hans syskon hade blivit inlåsta på en vind under drygt sex år för att skydda familjens förmögenhet. Andrews bestämde sig för att skriva en bok om det, men gjorde vissa ändringar i berättelsen.

## Karaktärer
- Catherine Leigh "Cathy" Dollanganger, huvudperson och även den som berättar. Hon är yngre syster till Chris, och även syskon till de yngre tvillingarna Carrie och Cory. Hon dansar balett och blir senare även författare. Under berättelsens gång blir hon förälskad i Chris.
- Christopher "Chris" Dollanganger, Jr, den äldsta i syskonskaran och bror till Cathy, Carrie och Cory. Under berättelsens gång blir han förälskad i Cathy och blir senare även läkare.
- Cory Dollanganger, Carries tvillingbror och även bror till Cathy och Chris. Han beskrivs som inåtvänd och musikaliskt begåvad. Under berättelsens gång blir han allvarligt sjuk efter att ha ätit förgiftade munkar.
- Carrie Dollanganger, Corys tvillingsyster och syster till Chris och Cathy. Till en början är hon väldigt utåtriktad, vilket ändras efter Corys död. Efter hans död säger hon inte ett ord under flera månader.
- Corrine Dollanganger, mamma till Chris, Cathy och de båda tvillingarna. Hon blir skurken i berättelsen då hon försöker döda sina barn för att få ärva sin fars förmögenhet. Hon gifter sig med sin fars advokat, Bart Winslow, varpå hon förlorar intresset helt för sina barn.
- Bartholomew "Bart" Winslow, Corrines andre man. Han gifter sig med henne i tron att hon inte har några barn. Cathy blir chockerad då hon upptäcker att han är åtta år yngre än Corrine.
- Olivia Foxworth, gift med Malcolm Foxworth, mormor till de fyra barnen och kusin till John Amos.
- Malcolm Foxworth, pappa till Corrine och morfar till de fyra barnen. Gift med Olivia. Han har problem med hjärtat och är halvbror till de fyra barnens pappa.
- Christopher Dollanganger, Sr, Corrines första man och pappa till de fyra barnen. Han var Malcolms yngre halvbror. Han beskrivs som en underbar pappa som inte vill vara ifrån sina barn för länge. Han omkommer i en bilolycka i början av berättelsen.
- John Amos, familjen Foxworths butler. Chris råkar få höra väldigt hemska saker från honom då han ska stjäla från sin mamma.